# حجارة كبيرة
حجارة كبيرة قرية سوريّة تتبع إداريّاً لمحافظة حلب منطقة السفيرة ناحية خناصر، بلغ تعداد سكانها 687 نسمة حسب التعداد السكاني لعام 2004.